# Viktor Kuznetsov
Viktor Kuznetsov (n. 21 mai 1961, Leningrad, RSFS Rusă, URSS) este un înotător ce a reprezentat Uniunea Republicilor Sovietice Socialiste, medaliat olimpic. A participat la o ediție a Jocurilor Olimpice (1980) în care a câștigat două medalii de argint.